# Gnathochorisis sulcatus
Gnathochorisis sulcatus là một loài tò vò trong họ Ichneumonidae.